# 컨콜디아 신학교
컨콜디아 신학교(Concordia Seminary)는 미국 미주리주 세인트루이스 도시 서쪽 외각지역인 클레이턴에 위치한 루터교단의 신학교이다. 이 기관의 목적은 목사, 선교사, 군목 그리고 교회 지도자를 양성하는 것을 목적으로 하고 있다. 루터교회 미주리시노드 (LCMS)에 속하여 매우 보수적 루터파 신학교이다.
한국인으로서 지원용 박사가 교수로 있었다. 졸업생으로는 나용화 박사가 있다.

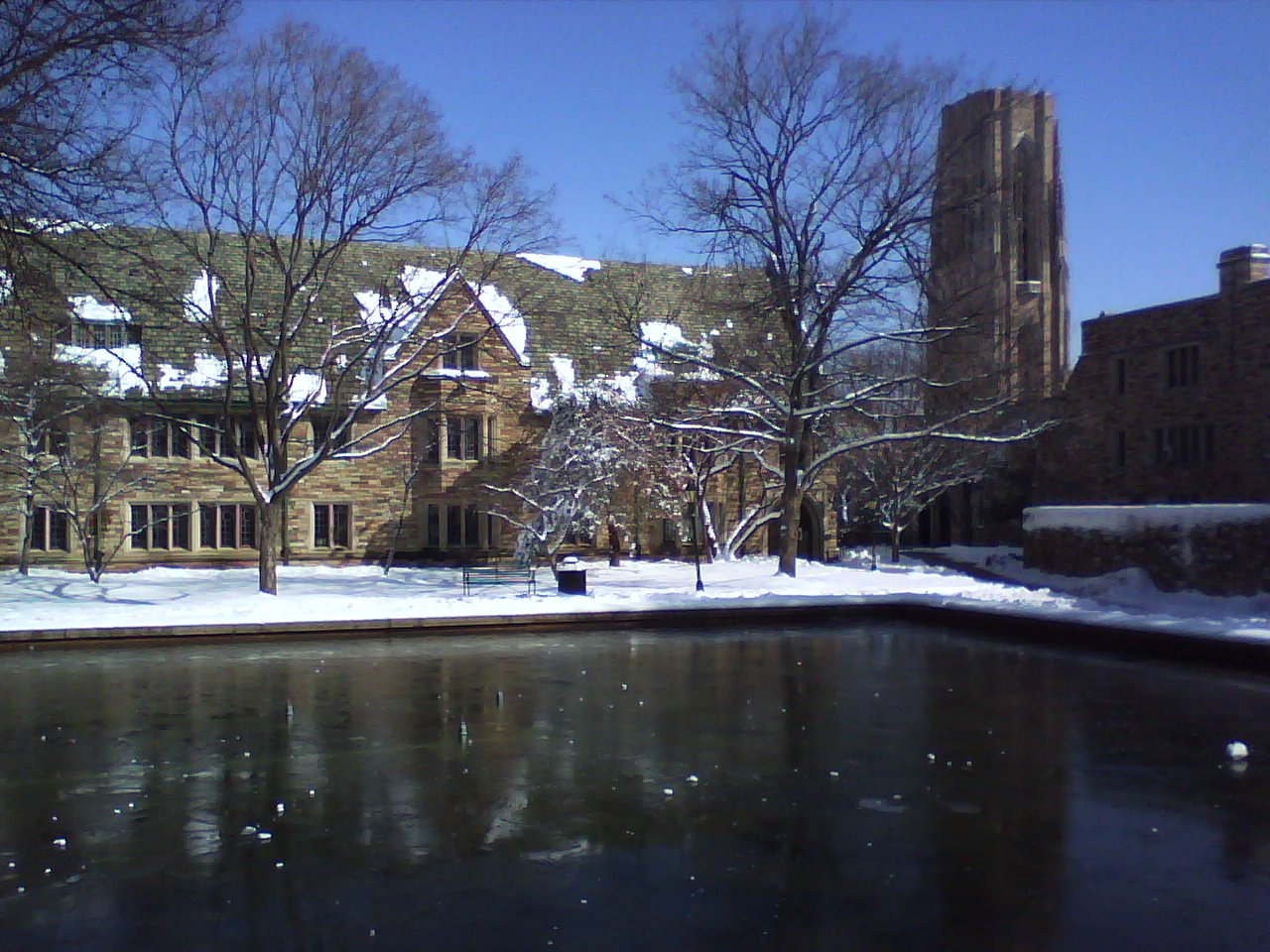
컨콜디아 신학교 본관

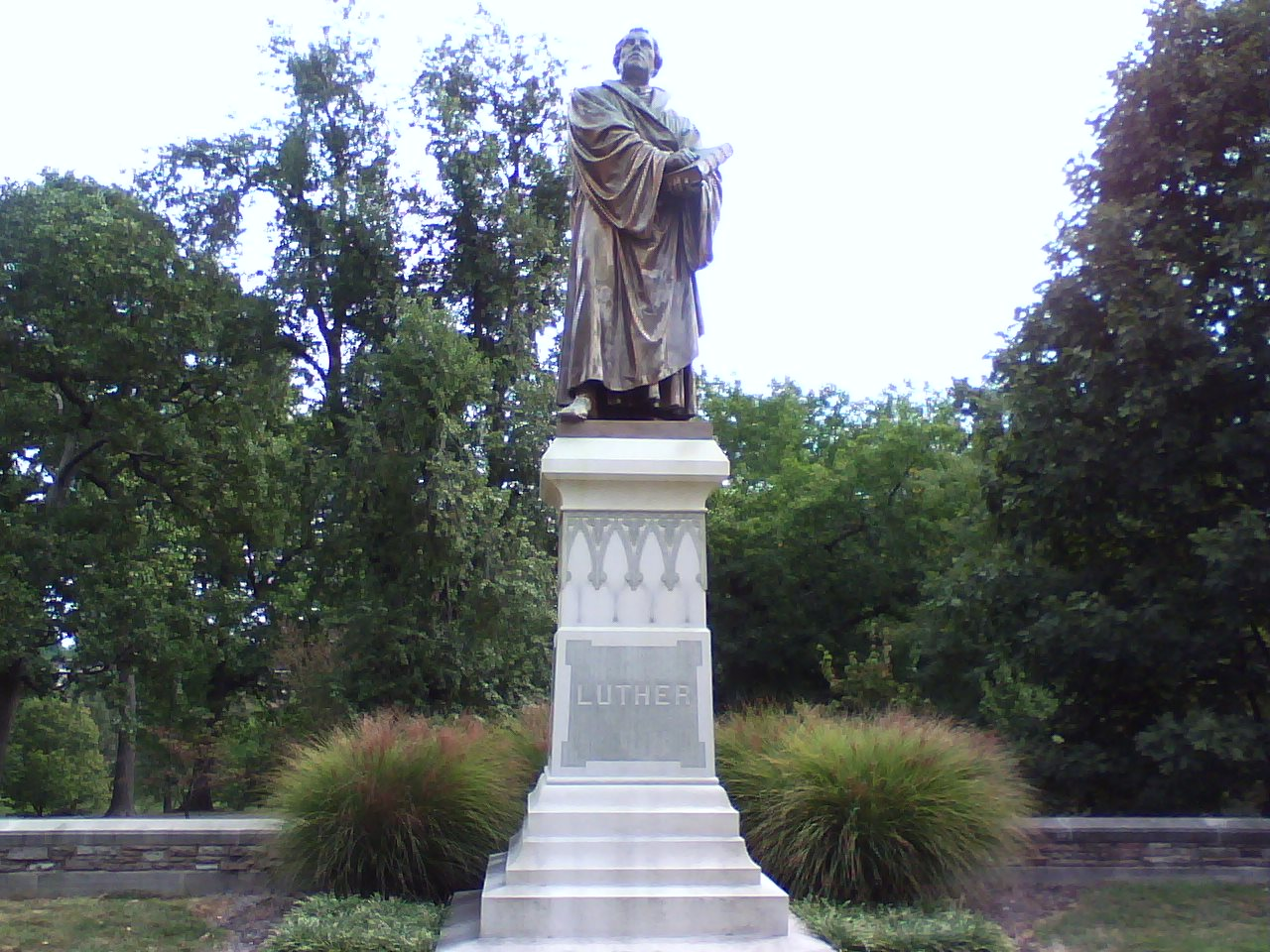
마르틴 루터 동상

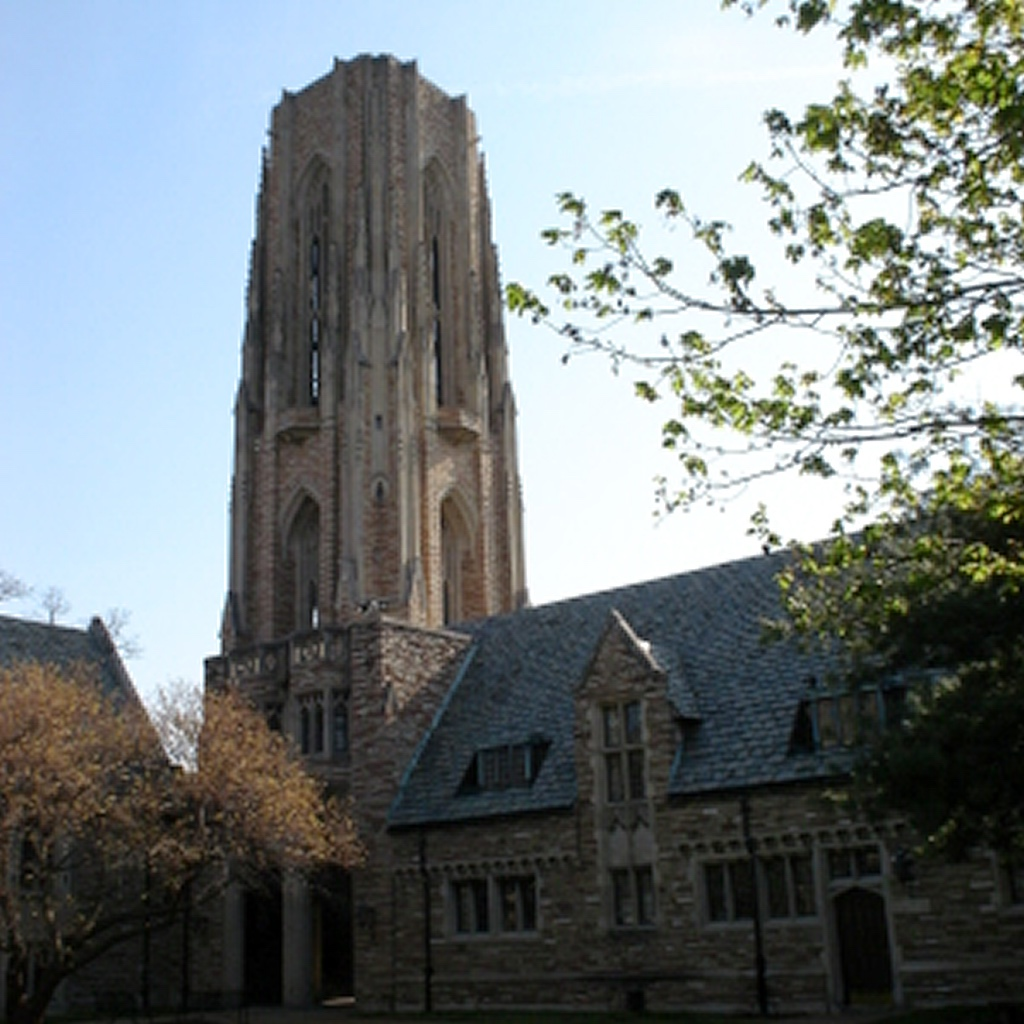
루터 타워가 붙은 오래된 건물

## 같이 보기
- 컨콜디아 신학대학교